# Ottange
Ottange – miejscowość i gmina we Francji, w regionie Grand Est, w departamencie Mozela.
Według danych na rok 1990 gminę zamieszkiwały 2 482 osoby, a gęstość zaludnienia wynosiła 160 osób/km² (wśród 2335 gmin Lotaryngii Ottange plasuje się na 174. miejscu pod względem liczby ludności, natomiast pod względem powierzchni na miejscu 318.).